# Diemendorf
Diemendorf ist ein Gemeindeteil von Tutzing im oberbayerischen Landkreis Starnberg.

## Geografie
Das Kirchdorf liegt etwa fünf Kilometer südwestlich von Tutzing im Süden des Landkreises Starnberg. Der Ort befindet sich in einer Drumlinlandschaft und wird vom Kinschbach durchflossen. Direkt südlich verlaufen die Kreisgrenze und die Bahnstrecke München–Garmisch-Partenkirchen.

## Geschichte
Die Siedlung ist im 11. Jahrhundert als „Tumindorf“ ersturkundlich genannt. Es kann der bajuwarische Personenname Tungo/Tuno zugrunde liegen.
Diemendorf gehörte ab 1567 zur Hofmark Tutzing, die 1519 bis 1650 der Patrizierfamilie Dichtl zu Eigen war. Auf die Dichtl folgen als Besitzer der Hofmark die Familien Heimhausen und Götzengrien, ehe sie 1730 an die Grafen von Vieregg kam.
Im Jahr 1752 werden in dem Dorf zwölf Anwesen erwähnt, acht sind der Hofmark Tutzing und je ein Anwesen dem Kloster Polling, der Kirche Diemendorf, der Pfarrei Pähl und der Gmein grundbar.
Erst 1848 wurde die Patrimonialgerichtsbarkeit der Grafen von Vieregg aufgehoben.
Mit der Eröffnung der Bahnlinie von Tutzing nach Unterpeißenberg im Jahr 1866 wurde in Diemendorf ein Haltepunkt eingerichtet, der 1876 zur Station aufgewertet wurde. Seit 1984 halten in Diemendorf keine Züge mehr.

## Sehenswürdigkeiten
- Katholische Kirche St. Margareth, ein ursprünglich spätgotischer Bau, der Anfang des 18. Jahrhunderts barockisiert wurde.

Siehe auch: Liste der Baudenkmäler in Diemendorf